# Atto di fede (film)
Atto di fede (Breakthrough) è un film statunitense del 2019 diretto da Roxann Dawson, al debutto come regista.
Il film è basato sul libro The Impossible: The Miraculous Story of a Mother's Faith and Her Child's Resurrection di Joyce Smith, uscito nel 2017.
Nell'ambito dei Premi Oscar 2020, il film ha ricevuto la candidatura nella categoria miglior canzone per I'm Standing With You, scritta da Diane Warren.

## Trama
Intrappolato sott'acqua in un lago gelato per oltre quindici minuti, un ragazzino viene ricoverato in ospedale, dove lotta tra la vita e la morte. Al pessimismo dei medici si contrappone l'incrollabile fede cristiana della madre, la quale spera che suo figlio possa tornare in piena salute.

## Riconoscimenti
- 2020 - Premio Oscar
- Candidatura per la migliore canzone per I'm Standing With You (musiche di Diane Warren, testo di Diane Warren)